# 伦教街道
伦教街道，中国广东省佛山市顺德区的一个街道办事处，是顺德区粮食和经济作物产区，亦是該区的市区部分，街道办驻南苑路1号。順德小食倫教糕便得名於此。

## 概要
「倫教」，亦作「倫滘」。「滘」是兩條水路匯聚之處。據《廣東新語》：「二水相通處曰滘」。
伦教古称「海心沙」，相传明朝初期乡绅郑循斋治理海心沙有功，朝廷赐他「伦常教化」的龍匾，「伦教」因而得名。伦教在明清时期，属伦教、黎村、羊额堡地。中华民国时期划为「第二区」。中华人民共和国成立至1956年3月仍称「第二区」。1956年4月起先后称「伦教区」、「伦教乡」、「伦教人民公社」。1983年11月，伦教恢复区的建制，1987年2月撤区建镇。

## 下辖行政区
该镇辖有：
常教社区、三洲社区、永丰村、鸡洲村、霞石村、熹涌村、荔村、羊额村、新塘村和仕版村。

## 铁路车站

### 地铁车站
- 佛山地铁3号线：伦教站、荔村站、顺德人民医院站

### 城际车站
- 广珠城际铁路：顺德站

## 外部連結
- 順德區倫教街道人民政府網